# Aprostocetus capitigenae
Aprostocetus capitigenae är en stekelart som beskrevs av Graham 1987. Aprostocetus capitigenae ingår i släktet Aprostocetus och familjen finglanssteklar. Inga underarter finns listade i Catalogue of Life.